# Carlik Jones
Carlik Anthony Jones, né le 23 décembre 1997 à Cincinnati dans l'Ohio, est un joueur américain naturalisé sud-soudanais de basket-ball. Il mesure 1,83 m et évolue au poste de meneur.

## Biographie

### Carrière universitaire
Entre 2017 et 2020, il joue pour les Highlanders de Radford (en).
De 2020 à 2021, il évolue pour les Cardinals de Louisville.

### Carrière professionnelle
Mi-décembre 2022, il signe un contrat two-way en faveur des Bulls de Chicago. Début mars 2023, son contrat two-way est converti en un contrat standard,. Jones n'est pas conservé par les Bulls pour la saison 2023-2024.
Le 19 août 2024, il signe avec le Partizan Belgrade.

## Statistiques

### Universitaires
| Saison    | Équipe       | Matchs   | Titul.   | Min./m   | % Tir    | % 3pts   | % LF     | Rbds/m.  | Pass/m.  | Int/m.   | Ctr/m.   | Pts/m.   |
| --------- | ------------ | -------- | -------- | -------- | -------- | -------- | -------- | -------- | -------- | -------- | -------- | -------- |
| 2016-2017 | Radford (en) | Redshirt | Redshirt | Redshirt | Redshirt | Redshirt | Redshirt | Redshirt | Redshirt | Redshirt | Redshirt | Redshirt |
| 2017-2018 | Radford      | 36       | 26       | 30,4     | 0,413    | 0,305    | 0,767    | 3,9      | 3,1      | 1,1      | 0,2      | 11,8     |
| 2018-2019 | Radford      | 31       | 30       | 34,2     | 0,463    | 0,247    | 0,758    | 5,2      | 5,8      | 1,7      | 0,1      | 15,7     |
| 2019-2020 | Radford      | 32       | 31       | 33,0     | 0,488    | 0,409    | 0,814    | 5,1      | 5,5      | 1,4      | 0,2      | 20,0     |
| 2020-2021 | Louisville   | 19       | 19       | 37,5     | 0,402    | 0,321    | 0,815    | 4,9      | 4,5      | 1,4      | 0,1      | 16,8     |
| Carrière  | Carrière     | 118      | 106      | 33,2     | 0,447    | 0,325    | 0,790    | 4,7      | 4,7      | 1,4      | 0,1      | 15,9     |

### Professionnelles

#### Saison régulière NBA
Le tableau suivant présente les statistiques individuelles de Carlik Jones pendant sa carrière en NBA.
| Saison    | Équipe   | Matchs | Titul. | Min./m | % Tir | % 3pts | % LF  | Rbds/m. | Pass/m. | Int/m. | Ctr/m. | Pts/m. |
| --------- | -------- | ------ | ------ | ------ | ----- | ------ | ----- | ------- | ------- | ------ | ------ | ------ |
| 2021-2022 | Dallas   | 3      | 0      | 6,4    | 0,0   | 0,0    | 100,0 | 1,00    | 1,67    | 0,33   | 0,00   | 0,67   |
| 2021-2022 | Denver   | 2      | 0      | 2,0    | 50,0  | 0,0    | 0,0   | 0,00    | 0,00    | 0,00   | 0,00   | 1,00   |
| 2022-2023 | Chicago  | 7      | 0      | 8,0    | 40,0  | 50,0   | 62,5  | 0,71    | 0,86    | 0,29   | 0,00   | 2,86   |
| Carrière  | Carrière | 12     | 0      | 6,6    | 29,2  | 42,9   | 70,0  | 0,67    | 0,92    | 0,25   | 0,00   | 2,00   |

Dernière modification effectuée le 23 mai 2023

## Palmarès et distinctions individuelles
- Vainqueur de la Ligue adriatique 2025
- Champion de Serbie 2025
- All-NBA G League Third Team (2022)
- NBA G League All-Rookie Team (2022)
- Big South Player of the Year (2020)
- 2× First-team All-Big South (2019, 2020)
- First-team All-ACC (2021)
- Big South Freshman of the Year (2018)